# Riu Darro
|  | No s'ha de confondre amb Riu Daró. |

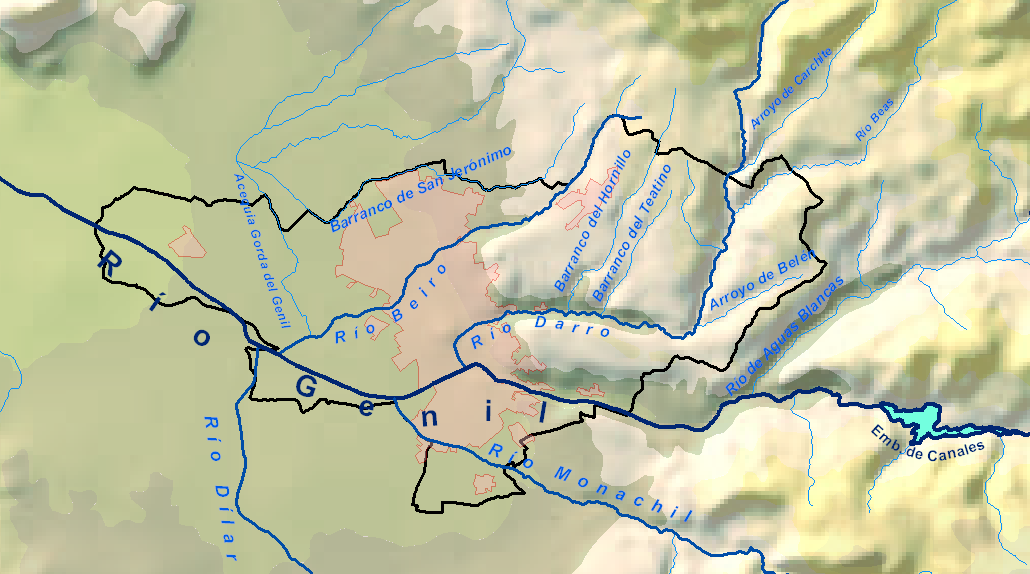
Esquema dels rius que travessen el terme de Granada, amb el Darro a la meitat est.

El riu Darro és un riu que discorre per la comarca de la Vega de Granada, a Andalusia, afluent del Genil i, per tant, tributari de la conca hidrogràfica del Guadalquivir. És famós pel fet de travessar la ciutat de Granada i perquè de la seva aigua es nodreix tot el complex sistema hidràulic de l'Alhambra.

## Característiques
El Darro neix a la Sierra de Huétor, a 1.200 m d'altitud. Amb una llargada d'uns 16 km, travessa només dos municipis: Huétor Santillán i Granada. Segueix un curs de direcció nord-sud durant la primera meitat del seu recorregut, després gira cap a l'oest per entrar a la ciutat de Granada vorejant el turó del Generalife i un cop al centre de la ciutat gira altra vegada cap al sud per desembocar en el Genil al cap d'uns centenars de metres. Té un cabal força regular al llarg de tot l'any. El seu afluent més important és el riu de Beas de Granada que rep pel marge esquerre en entrar en el terme de Granada. Una mica abans de girar cap a l'oest, comença la séquia que desvia una part de la seva aigua cap a les canalitzacions dels jardins i palaus del recinte de l'Alhambra.
El nom del riu prové del llatí Dauro, això vol dir aurífer, amb relació a la presència d'or a les seves sorres.

## Els ponts i l'embovedado
Històricament hi ha documentats 14 ponts que travessaven el riu dins de ciutat de Granada. Actualment només en queden cinc de visibles. El primer és el de l'Aljibillo que uneix l'Albaicín amb l'Alhambra.
La causa principal de la desaparició dels ponts és el procés d'embovedado que s'ha anat produint al llarg del temps. L'embovedado és el nom amb què es coneix popularment el procés de cobertura del riu al seu pas pel centre de Granada. Amb ell es va aconseguir prevenir els efectes de possibles inundacions, evitar les males olors i obtenir espai per a obra pública. Es va produir en diferents fases, va començar el segle XVI amb la construcció de la Plaza Nueva i va acabar a mitjans del segle xx en cobrir-ne la desembocadura. En total són 1.267 metres. Actualment s'hi organitzen visites turístiques.